# Горлицын, Николай Иванович
Николай Иванович Горлицын (1870—1933) — русский архитектор. Работал в Костроме.

## Биография
Родился 18 октября 1870 года в московской семье почтового служащего. В декабре 1891 года окончил Московское училище живописи, ваяния и зодчества со званием классного художника архитектуры и с серебряной медалью. Его первые проекты — гражданские здания на Курско-Воронежской линии Киево-Воронежской железной дороги. Затем в качестве помощника архитектора он участвовал в постройке прядильной фабрики И. А. Коновалова в Бонячках (Вичуге).
В 1893 году Н. И. Горлицын был одной из двух кандидатур, выдвинутых на должность городского архитектора Иваново-Вознесенска, но городская управа отдала предпочтение другому, более опытному, кандидату. Состоял сверхштатным техником строительного отделения при Московском губернском правлении. В 1894 году он был приглашён в Кострому и до 1927 года был главным архитектором города при Костромском губернском правлении. В 1895 году, в связи с быстрым ростом городских территорий, им был составлен новый генеральный план Костромы, в соответствии с которым город и застраивался на протяжении нескольких десятилетий.
Наиболее известные постройки по проекту Горлицына — здание Романовского музея (1909—1911), по требованию Костромской ГУАК стилизованное под XVII век. Большую роль в формировании архитектурного облика Костромы играют такие его работы как: торговые ряды на «Рыбной горе» (1908), кинотеатр Бархатова (1912—1913), пристройки к гостинице «Старый двор» (1912—1913) и другие. Горлицын построил и реконструировал ряд особняков: дом Торшилова, дом городской усадьбы Колодезниковой на Никольской улице; им были стилизованы под петровское барокко электрическая и фильтровальная станции, (ул. 1 Мая). Им были осуществлены пристройки к Старому двору и к Московской заставе, выстроен собственный дом с флигелем на Комсомольской улице. Кроме того, по его проекту были построены в Костроме бойни, ломбард, здания училищ на засыпанном Боровковом пруду (ул. Галичская, 1/59). Ему также принадлежат проекты казённых винных складов в Галиче, церкви в Пустыньке. 

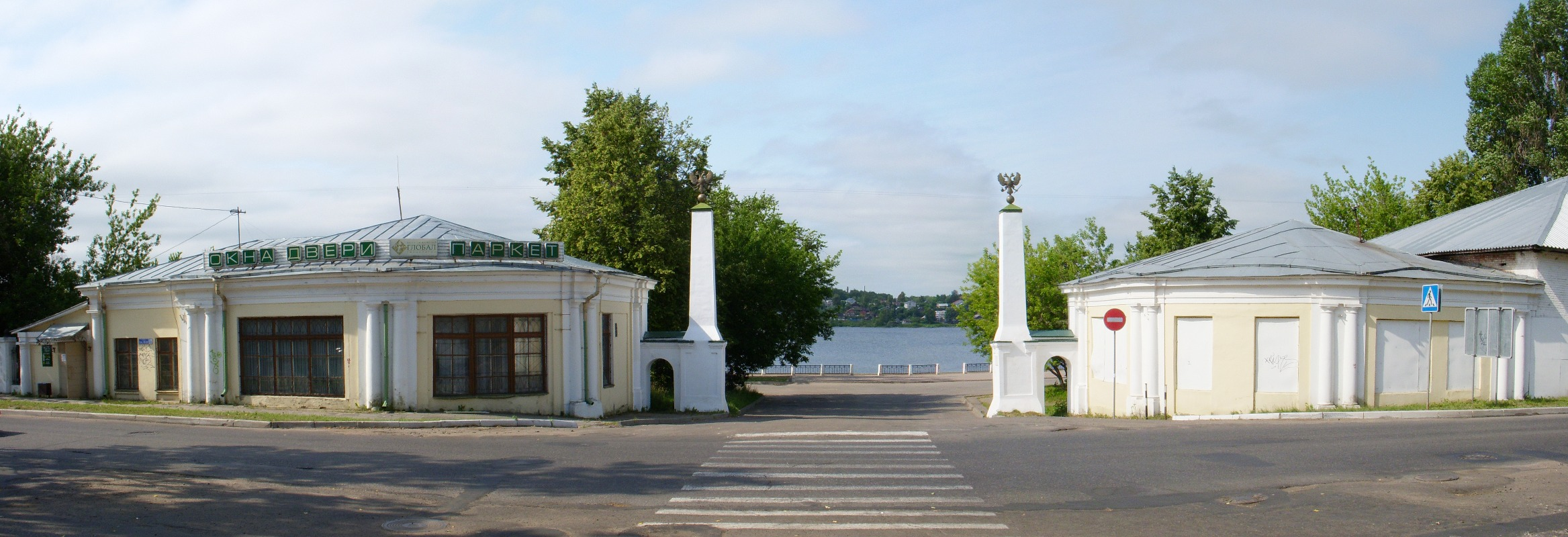
Панорамный вид на Московскую заставу

С приходом советской власти остался на посту городского архитектора. При его участии строились поселок «Начало». В 1927 году он с семьёй переехал в Иваново. Умер в 1933 году.
Работы Н. И. Горлицына свидетельствуют о широте творческих возможностей архитектора, использовавшего различные направления в архитектуре конца XIX — начала XX веков: модерн, неоклассицизм, русский, «кирпичный» стили.
В браке с Марией Александровной имел сына и трёх дочерей.